# История почты и почтовых марок Никарагуа
История почты и почтовых марок Никарагуа описывает развитие почтовой связи в Никарагуа, которая является членом Всемирного почтового союза (ВПС; с 1882), а её почтовым оператором выступает компания Correos de Nicaragua.

## Развитие почты
Никарагуа, получившая независимость от Испании в 1821 году, присоединилась к ВПС 1 мая 1882 года. С 1921 года Никарагуа также входит в число стран — участниц Почтового союза американских государств, Испании и Португалии (UPAEP).
Современное почтовое обслуживание в стране обеспечивает компания Correos de Nicaragua, регулирующим органом которой является TELCOR.

## Выпуски почтовых марок

### Первые марки
Никарагуа стала эмитировать собственные почтовые марки с 1862 года.

### Последующие эмиссии

1946: «Большая тройка»(Sc #699)

Портрет Сталина на марках зарубежных несоциалистических государств появился ещё при его жизни. Первыми — самыми ранними из всех зарубежных стран — были выпуски Колумбии (июль 1945) и Никарагуа (июнь 1946), на которых была отражена тема «большой тройки». Никарагуанская марка (Sc #699) вышла в свет в серии памяти Рузвельта и была посвящена Тегеранской конференции 1943 года.
Ленин и революция были темой девяти марок Никарагуа в период социалистической ориентации этой страны.
В 1971 году была выпущена серия марок «10 математических формул, изменивших лик Земли» (исп. Las 10 formulas matematicas que cambiaron la faz de la Tierra), на которых представлены теорема Пифагора, закон Архимеда, закон Ньютона, формула Циолковского, формула де Бройля,формула Эйнштейна и др. На обратной стороне каждой марки помещено описание соответствующей формулы (Sc #877-881,C761-C765).